# Heaven and Hell (canción de The Who)
«Heaven and Hell» es una canción de la banda de rock The Who escrita por el bajista del grupo John Entwistle. La versión de estudio, que apareció en el lado b de «Summertime Blues», sólo está disponible en el álbum Thirty Years of Maximum R&B, aunque varias versiones en vivo de la canción ejercen como versiones oficiales. La canción fue uno de los muchos «éxitos lado-B» de la banda, quedando en evidencia la popularidad alcanzada en las presentaciones en vivo.

## Significado
La letra de la canción habla del cielo y el infierno como lugares desconocidos. La canción describe al cielo como un lugar donde ir en caso de que no hayas hecho nada malo. Y el infierno como un lugar donde ir en caso de haber sido un tipo malo.
John Entwistle manifestó su posición hacia el cielo y el infierno en una entrevista:

«Siempre he estado obsesionado con la idea del cielo y el infierno. No obsesionado si aquello es cierto, pero obsesionado por esa especie de leyenda de que haya una persona como el diablo.»

## Historia en vivo
«Heaven and Hell» apareció por primera vez en 1968 y se utilizó para iniciar las actuaciones en directo durante las giras Tommy  en 1969-70, incluyendo Woodstock, la grabación del mítico Live at Leeds, At Kilburn 1977 + Live at the Coliseum, y Live at the Isle of Wight Festival 1970, aunque la versión de Leeds no fue lanzada hasta la remasterización del álbum. A partir de 1970, la canción fue sustituida por otra composición Entwistle, «My Wife». Fue interpretada brevemente en octubre de 1975 durante el comienzo del tour de su disco The Who By Numbers, pero después de aquella vez, no se ha vuelto a interpretar en presentaciones en directo.

## Versiones en solitario de Entwistle
La canción fue regrabada por Entwistle para su álbum en solitario Smash Your Head Against the Wall, una versión más larga que contenía una sección de vientos. Esta versión se incluyó en el álbum recopilatorio de So Who's the Bass Player? The Ox Anthology.